# San-Gavino-d'Ampugnani
San-Gavino-d'Ampugnani är en kommun i departementet Haute-Corse på ön Korsika i Frankrike. Kommunen ligger i kantonen Fiumalto-d'Ampugnani som tillhör arrondissementet Corte. År 2022 hade San-Gavino-d'Ampugnani 104 invånare.

## Befolkningsutveckling
Antalet invånare i kommunen San-Gavino-d'Ampugnani
Referens:INSEE